# Juliane Henningsen

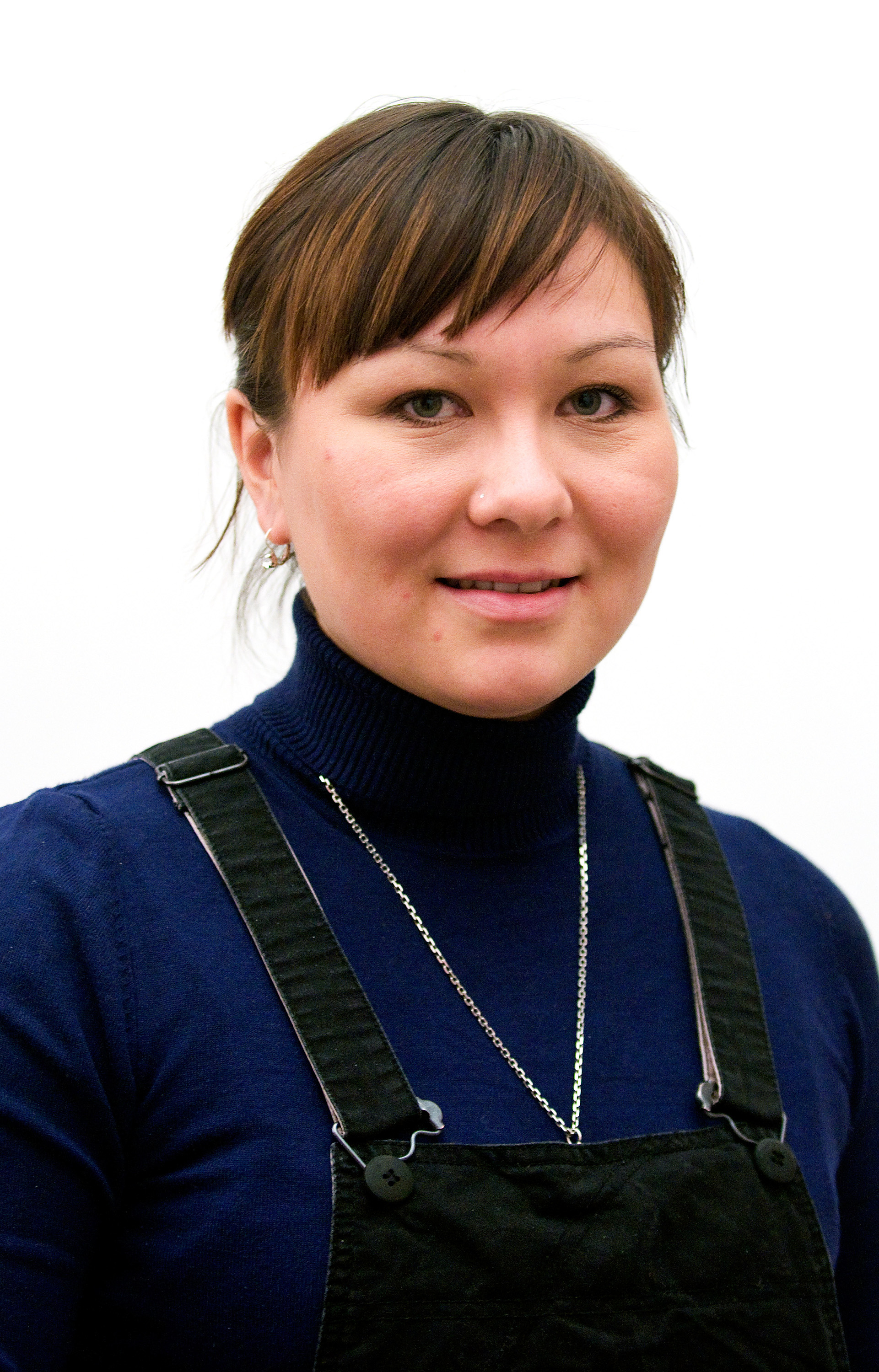
Juliane Henningsen (2008)

Juliane Anike Frederikke Martha Henningsen (* 29. Juli 1984 in Ilulissat) ist eine grönländische Politikerin (Inuit Ataqatigiit).

## Leben
Juliane Henningsen ist die Tochter des Malers Niels Henningsen und der Küchenassistenten Ellen Kruse. Sie besuchte von 1990 bis 2001 die Atuarfik Mathias Storch in Ilulissat. Anschließend war sie ein Jahr auf der Ågård Efterskole in Egtved. In Aasiaat erlangte sie 2005 das Studentereksamen und begann anschließend ein Studium an Grønlands Universitet, das sie aber wegen ihrer politischen Karriere pausierte.
Sie kandidierte bei der Parlamentswahl 2005 und zog im Alter von 21 Jahren ins Parlament ein. Bei der Folketingswahl 2007 erhielt sie die meisten Stimmen aller Kandidaten und wurde eines der jüngsten Mitglieder des Folketings. Bei der Parlamentswahl in Grönland 2009 konnte sie ihren Sitz im Inatsisartut verteidigen. Von Januar bis Oktober 2010 wurde sie einige Monate von Sofia Rossen im Folketing vertreten, da sie sich in Elternzeit befand, ebenso war sie im Inatsisartut beurlaubt. 2011 verzichtete die auf eine erneute Kandidatur für das Folketing. 2013 wurde sie erneut im Inatsisartut wiedergewählt, wie auch bei der Wahl 2014.
2015 verließ sie die Politik und gab ihren Parlamentssitz zurück. Stattdessen trat sie eine Stelle bei Halibut Greenland an. 2016 schloss sie ihr Gesellschaftswissenschaftsstudium mit dem Bachelor ab. 2017 wurde sie Direktorin bei Arctic Circle Business. Im November 2019 wurde sie zur Kommunaldirektorin der Qeqqata Kommunia ernannt.